# Boarmia lithina
Boarmia lithina là một loài bướm đêm trong họ Geometridae.